# Armando Castosa
Armando Castosa Alvariño (Goá, Cospeito, 22 de noviembre de 1963) es un político español vinculado al PPdeG.

## Biografía
Es perito agrícola y funcionario de Administración local. Es alcalde de Cospeito desde 1991. Fue diputado en la Diputación de Lugo de 1995 a 1999 y deede 2007 a la actualidad. Es presidente de la Mancomunidad de Ayuntamientos de la Tierra Llana desde 2007. Es senador por la provincia de Lugo desde 2008, cargo que revalidó en 2011.